# Ochate
Ochate (en euskera Otxate) es un despoblado español que forma parte del municipio de Condado de Treviño, en la provincia de Burgos, comunidad autónoma de Castilla y León. El lugar ha tomado fama desde finales del siglo XX debido a supuestos fenómenos paranormales.

## Toponimia
A lo largo de los siglos ha sido conocido con los nombres de Chochat, Gogate y Ochaite.
Ochate significa en euskera, según algunas interpretaciones, «puerta secreta» o «puerta del frío», mientras que otras señalan que deriva del nombre antiguo de Gogate, «pueblo de arriba», en referencia a la geografía del lugar.

## Geografía
Está situado entre las localidades de Imiruri y Ajarte, en el área del Condado de Treviño, que está situado en el Enclave de Treviño, un enclave situado en la provincia de Alava, que pertenece a la provincia de Burgos, de la comunidad autónoma de Castilla y León. Está a 33 km de la ciudad de Miranda de Ebro y a 20 km de Vitoria. El núcleo más próximo es el pueblo de Imiruri.
El lugar no es accesible en coche; es necesario recorrer un tramo de camino de tierra a pie hasta alcanzar la torre de San Miguel, uno de los pocos vestigios que se mantienen en pie.

## Historia

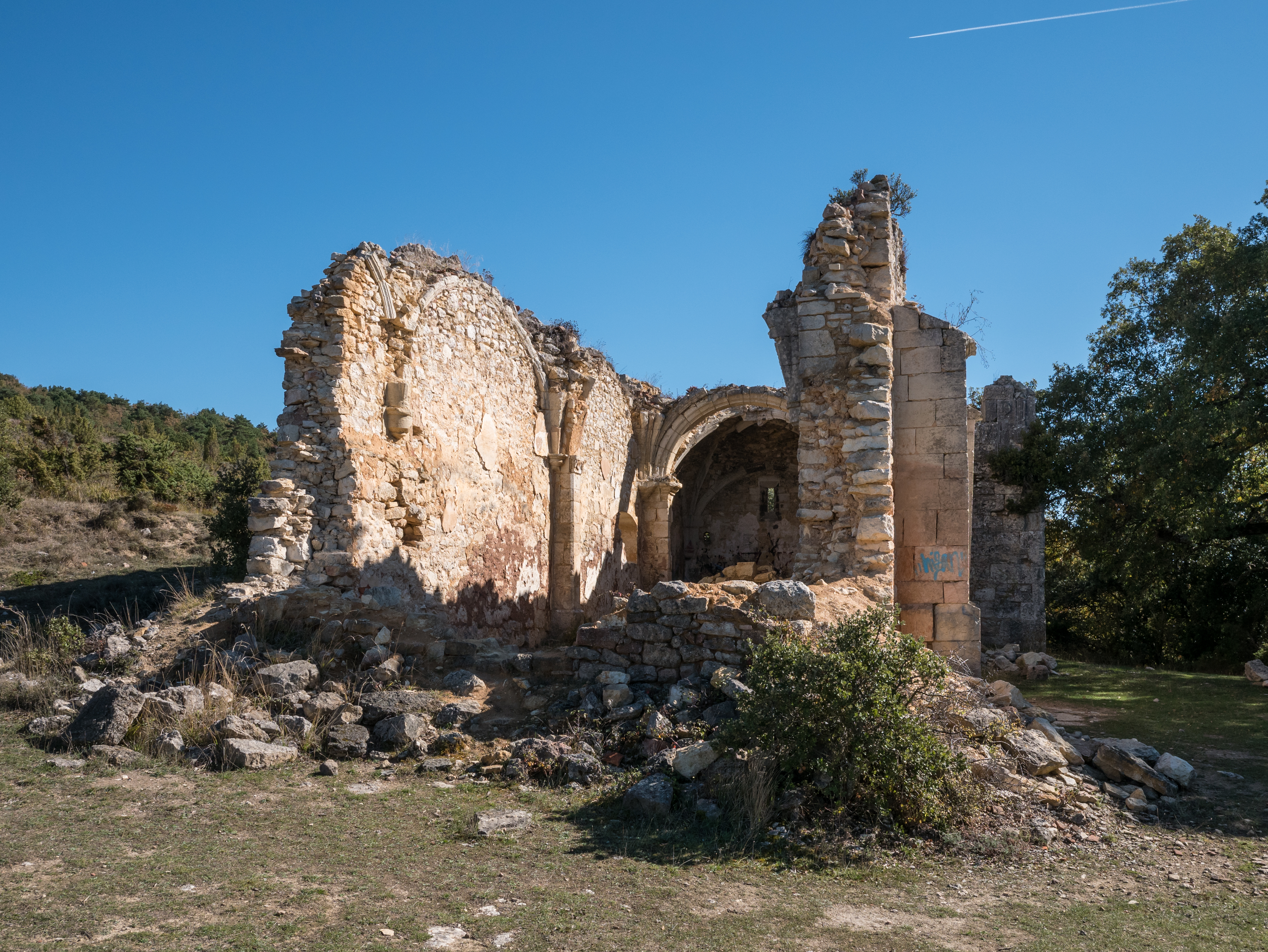
Ruinas de la ermita de Burgondo

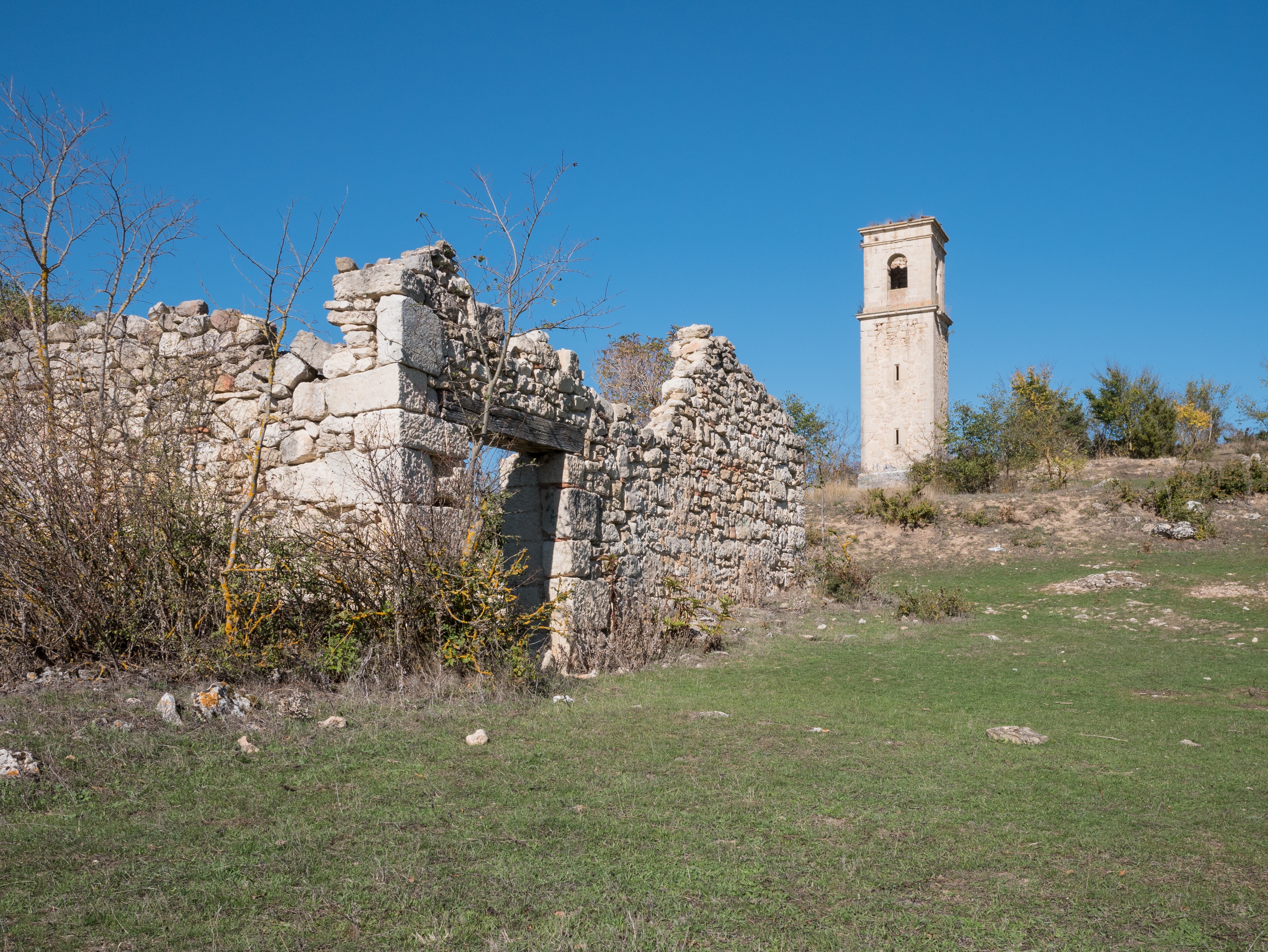
Ruinas de una casa y torre de San Miguel

Hasta ahora, el único trabajo serio que profundizó en la historia de este pueblo a nivel documental fue el libro Ochate, realidad y leyenda del pueblo maldito, de Antonio Arroyo y Julio Corral. En él se indicaba que la primera referencia escrita sobre Ochate se encuentra en la Reja de San Millán, de 1025, donde el pueblo es referido como Gogate. En el siglo XII se habla de Diablos de Ochate, y en el siglo XIII aparece en la lista del obispo Aznar como Chochat, y tras un abandono de más de dos siglos se repuebla en 1522 ya como Ochate. Desde entonces su población oscila hasta llegar a su máximo poblacional en 1830. Se despobló a principios del siglo XX.
Así se describe a Ochate en el tomo XII del Diccionario geográfico-estadístico-histórico de España y sus posesiones de Ultramar, obra impulsada por Pascual Madoz a mediados del siglo XIX:

Aldea en la provincia, audiencia territorial y capitanía general de Burgos (20 leguas), diócesis de Calahorra (17), partido judicial de Miranda de Ebro (6), y ayuntamiento de Treviño (2). Situada con exposición al S en una ladera bastante elevada; goza de una temperatura algo fría; reinan los vientos NO, E y SE, y las enfermedades más comunes son los constipados y humores. Tiene 7 casas, una iglesia parroquial (San Miguel), con un cementerio contiguo al N de la misma, y una ermita (La Asunción), en un alto a distancia de un tiro de bala del pueblo; aquella está servida por un cura párroco y un sacristán, cuyo curato es de provisión ordinaria; los vecinos se surten para beber y demás usos de las aguas de un arroyo que pasa inmediato a la población, las cuales son de excelente calidad. Confina el término N Ulivarri (provincia de Álava); E Aguillo; S Marauri, y O Imiruri. El terreno es de tercera clase y poco productivo. A la parte norte de la jurisdicción se encuentra un monte, llamado el Bardal, poblado de hayas, robles y algunos chaparros de encina, el cual lo disfrutan en comunidad este pueblo y el de Imiruri; y al E hay otro montecillo que cría bastantes encinas y algunos robles; cruza por el término el expresado arroyo que, después de regar varios huertos, va a unirse a otro pequeño río que corre cerca del pueblo de Uzquiano. Caminos: los locales; y la correspondencia se recibe de Vitoria por el valijero de Treviño. Producciones: trigo, centeno, cebada, avena, maíz, habas, patatas y algunas manzanas; ganado lanar, cabrío y vacuno. Industria: la agrícola. Población: 7 vecinos, 26 almas. Capital productivo: 3.400 reales. Imponible: 198.
Diccionario geográfico-estadístico-histórico de España y sus posesiones de Ultramar

Tanto su origen como su desaparición tienen que ver con un importante camino que atravesó la zona, y con el declive de este al abrirse una nueva ruta, que originó que la localidad fuese perdiendo paulatinamente su población.
Sus tierras son conocidas con el topónimo de Ochate. El pueblo está en ruinas. Se han mantenido los restos de unas pocas casas y la torre de la antigua iglesia de San Miguel, ya que la piedra de la iglesia fue aprovechada, en su momento, por los vecinos de Imiruri para hacer un nuevo cementerio. También pueden verse los restos de la ermita de Burgondo, a poca distancia en dirección este, desde donde se pueden divisar los alrededores. Hay una necrópolis medieval cerca del pueblo, con tumbas antropomorfas esculpidas en la roca.

## Demografía
| Gráfica de evolución demográfica de Ochate entre 1750 y 2018 |
|                                                              |
| Según los censos de población de la Enciclopedia Auñamendi.  |

## Fenómenos paranormales
El territorio es objeto de muchas leyendas acerca de presuntos fenómenos paranormales. El mismo Ochate se ha convertido en un lugar de peregrinación para los amantes del género desde la década de 1980, siendo considerado uno de los parajes más misteriosos de España.
La leyenda nació en los años ochenta, a causa de un artículo publicado en Mundo Desconocido titulado Luces en la puerta secreta. El artículo se basa en una fotografía de un ovni volando en las cercanías del distrito de Ochate, tomada en 1981 por Prudencio Muguruza, aunque algunos expertos opinaron que la fotografía era falsa.
Según esta versión, Ochate habría sido abandonado debido a tres epidemias misteriosas sucedidas en 1860, 1864 y 1870: viruela, tifus y cólera, que diezmaron el lugar. Inexplicablemente, las epidemias no afectaron a las poblaciones colindantes. Aún con la controversia sobre estos y otros datos, desde hace años se han referido numerosos testimonios, documentos sonoros y varias psicofonías sobre una niña de unos 9 o 10 años que grita kanpora ('fuera', en euskera), y una mujer madura que dice: ¿Qué hace aún la puerta cerrada?.